# 李承祯
李承祯（?—?），西夏皇子，父親是西夏襄宗李安全。
1210年，蒙古成吉思汗举兵出黑水北，由兀剌海关口入河西。李安全遣世子李承祯为主将，以大都督府令公高逸为副元帅，率領五万兵馬，大败。高逸被擒获，不屈而死。1211年，齐王李遵顼发动政变，废李安全，李遵顼即位為夏神宗，次月李安全死去，李承祯不得立。